# Virtus Pallacanestro Bologna 1947-1948

## Roster
Virtus Bologna
- Venzo Vannini (capitano)
- Gianfranco Bersani
- Dario Bertoncelli
- Luigi Camosci
- Sergio Ferriani
- Giancarlo Marinelli
- Carlo Negroni
- Cesare Negroni
- Renzo Ranuzzi
- Luigi Rapini
- Paride Setti

## Staff Tecnico
- Allenatore:  Guido Foschi

## Risultati
- Serie A: 1ª classificata girone B su 8 squadre (11-3);
- Girone finale: 1ª classificata su 4 squadre (4 vittorie, 1 pareggio, 1 sconfitta):  Campione d'Italia